# Rhysia
Rhysia is een geslacht van neteldieren uit de familie van de Rhysiidae.

## Soorten
- Rhysia autumnalis Brinckmann, 1965
- Rhysia fletcheri Brinckmann-Voss, Lickey & Mills, 1993
- Rhysia halecii (Hickson & Gravely, 1907)